# Principi de Bernoulli
|  | Per a altres significats, vegeu «Equació diferencial de Bernoulli». |

Esquema del principi de Bernoulli

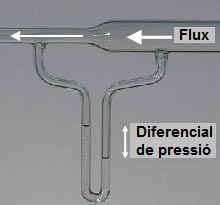
Flux d'aire en un tub de Venturi. L'energia cinètica augmenta mentre la pressió decau, tal com es pot veure en la diferència d'altures de les dues columnes d'aigua.

En dinàmica de fluids, el principi de Bernoulli, també conegut com a equació de Bernoulli o trinomi de Bernoulli, postula que, per un fluid no viscós, un increment en la velocitat del fluid implica una disminució de la seva pressió o energia potencial; la seva energia es manté constant al llarg del recorregut. S'anomena així en honor del matemàtic Daniel Bernoulli, qui anuncià el principi en la seva obra Hydrodinamica, publicada el 1738.
El principi de Bernoulli es pot aplicar per diferents tipus de flux de fluids, i en resulta el que es coneix quotidianament com a equació de Bernoulli. De fet, hi ha diferents tipus d'aquesta equació segons els diferents tipus de flux. La seva forma més simple i comuna és vàlida per fluids incompressibles (per exemple, la majoria de líquids) i també per fluids compressibles que es mouen en nombres de Mach baixos (com per exemple gasos). D'altres formes més avançades poden ser aplicades a fluids compressibles a nombres de Mach més elevats. L'equació de Bernoulli per a fluids incompressibles (la més bàsica i utilitzada) és la següent (vegeu la secció Equació per un fluid incompressible):
{\displaystyle {v^{2} \over 2}+gz+{p \over \rho }={\text{constant}}}
El principi té a veure amb el principi de conservació de l'energia que postula que, en un flux estable, la suma de totes les formes d'energia mecànica en un fluid que passa a través d'una línia de corrent és la mateixa en tots els seus punts: això requereix que la suma d'energia cinètica i potencial sigui constant. Així doncs, un increment en la velocitat del fluid comporta un augment de la pressió dinàmica i energia cinètica i, al mateix temps, un descens de la seva pressió estàtica i energia potencial. D'altra banda, el principi de Bernouilli també deriva de la segona llei de Newton. Si un petit volum de líquid flueix horitzontalment des d'una regió d'alta pressió a una de baixa pressió, llavors hi ha més força al darrere que al davant, la qual cosa provoca una força neta sobre el volum que l'accelera per la línia de corrent.

## Equació per un fluid incompressible
En la majoria de líquids (i gasos a un nombre de Mach baix), la densitat màssica d'una parcel·la de fluid es pot considerar constant siguin quines siguin les variacions de pressió del fluid. Per aquesta raó el fluid es pot considerar incompressible, i el seu flux es pot considerar també incompressible. Bernoulli va dur a terme els seus experiments amb líquids, i la seva equació en la forma original és només vàlida per aquest tipus de fluxos.
La forma més comuna de l'equació de Bernoulli, vàlida en qualsevol punt arbitrari al llarg d'una línia de corrent en la qual la gravetat sigui constant, és:

| {\displaystyle {v^{2} \over 2}+gz+{p \over \rho }={\text{constant}}} | \| \| \| \| \| \| \| \| | (A) |
|                                                                      |                         |     |
|                                                                      |                         |     |
on:
- {\displaystyle v\,} és la velocitat del fluid en un punt de la línia de corrent
- {\displaystyle g\,} és l'acceleració gravitatòria
- {\displaystyle z\,} és l'altura del punt estudiat per sobre del pla de referència (positiva en la direcció oposada a l'acceleració gravitatòria)
- {\displaystyle p\,} és la pressió al punt estudiat
- {\displaystyle \rho \,} (lletra grega ro) és la densitat del fluid (constant en tots els punts del fluid)

### Altres formes
Per camps de força conservativa, l'equació de Bernoulli es pot generalitzar com:

| {\displaystyle {v^{2} \over 2}+\Psi +{p \over \rho }={\text{constant}}} | \| \| \| \| \| \| \| \| | (D) |
|                                                                         |                         |     |
|                                                                         |                         |     |
on {\displaystyle \Psi \,} és la força potencial al punt considerat de la línia de corrent (per exemple, per la gravetat terrestre {\displaystyle \Psi =gh}).
Cal fer les dues suposicions següents per tal que es compleixi aquesta equació de Bernoulli:
- El fluid ha de ser incompressible fins i tot quan la pressió variï
- La densitat del fluid ha de ser constant al llarg de la línia de corrent
- La fricció per forces viscoses ha de ser negligible

Si es multiplica l'equació A per la densitat del fluid {\displaystyle \rho }, es pot reescriure com a:

| {\displaystyle {\tfrac {1}{2}}\,\rho \,v^{2}\,+\,\rho \,g\,z\,+\,p\,=\,{\text{constant}}\,} | \| \| \| \| \| \| \| \| | (E) |
|                                                                                             |                         |     |
|                                                                                             |                         |     |
o bé

| {\displaystyle q\,+\,\rho \,g\,h\,=\,P_{0}\,+\,\rho \,g\,z\,=\,{\text{constant}}\,} | \| \| \| \| \| \| \| \| | (F) |
|                                                                                     |                         |     |
|                                                                                     |                         |     |
on:
- {\displaystyle q\,=\,{\tfrac {1}{2}}\,\rho \,v^{2}} és la pressió dinàmica
- {\displaystyle h\,=\,z\,+\,{\frac {p}{\rho g}}} és l'alçària piezomètrica o càrrega hidràulica (la suma de l'elevació z i de la càrrega de pressió)[8][9]
- {\displaystyle p_{0}\,=\,p\,+\,q\,} és la pressió total (la suma de la perssió estàtica p i la pressió dinàmica q)[10]

La constant de l'equació de Bernoulli pot ser normalitzada. Una solució comuna és en termes d'alçària d'elevació o alçària d'energia (H):

| {\displaystyle H\,=\,z\,+\,{\frac {p}{\rho g}}\,+\,{\frac {v^{2}}{2\,g}}\,=\,h\,+\,{\frac {v^{2}}{2\,g}},} | \| \| \| \| \| \| \| \| | (G) |
| |                         |     |
| |                         |     |
Aquestes equacions suggereixen que hi ha una velocitat de flux a la qual la pressió és zero, i fins i tot a velocitats més elevades la pressió és negativa. Sovint, els gasos i líquids no són capaços de suportar pressions negatives (i fins i tot pressió zero), per la qual cosa l'equació de Bernoulli és clarament invàlida un cop s'arriba a aquest punt. En líquids, quan la pressió esdevé massa baixa, es dona el fenomen de la cavitació. Les equacions anteriors usen una relació lineal entre la velocitat del fluid al quadrat i la pressió. En un flux de velocitat elevada de gasos (o per ones de so en líquid) els canvis en la densitat màssica esdevenen significatius i l'assumpció de densitat constant és invàlida.

### Forma simplificada
En moltes de les aplicacions de l'equació de Bernoulli, el canvi en el terme ρ g z al llarg de la línia de corrent és tan petit –comparat amb els altres termes– que es pot negligir. Per exemple, en el cas d'un avió quan està volant el canvi en l'alçada z al llarg de la línia de corrent és tan petita que el terme ρ g z es pot ometre. Si es fa això, l'equació anterior (G) es pot presentar en la següent forma simplificada:

| {\displaystyle p+q=p_{0}\,} | \| \| \| \| \| \| \| \| | (H) |
|                             |                         |     |
|                             |                         |     |
On:
- p0 és la pressió total
- q és la pressió dinàmica[11]

Molts autors es refereixen a la pressió p com a pressió estàtica per diferenciar-la de la pressió total p0 i de la pressió dinàmica q.
La forma simplificada de l'equació de Bernoulli es pot resumir, llavors, en la següent equació verbal:
pressió estàtica + pressió dinàmica = pressió total'
Cada punt en un flux estable, sigui quina sigui la velocitat del flux en aquest punt, té la seva pròpia i única pressió estàtica p i pressió dinàmica q. La seva suma p + q es defineix com la pressió total p0. El significat del principi de Bernoulli es pot resumir ara, doncs, com que la pressió total és constant al llarg d'una línia de corrent.
Si el flux és irrotacional llavors la pressió total en cada línia de corrent és la mateixa, i el principi de Bernoulli es pot enunciar com que «la pressió total és constant en tots els llocs del flux». És raonable assumir que el flux irrotacional existeix en qualsevol situació en la qual un cos gran de fluid flueix sobrepassant un cos sòlid; alguns exemples són un avió mentre vola i vaixells movent-se en cossos oberts d'aigua. De totes maneres, cal recordar que el principi de Bernoulli no és aplicable en la capa límit ni en un flux tubular.
Si el flux en algun punt de la línia de corrent s'atura, aquest punt s'anomena punt d'estancament, i en aquest punt la pressió total equival a la pressió d'estancament.

### Aplicabilitat de l'equació per fluids incompressibles al flux de gasos
L'equació de Bernoulli de vegades és vàlida pel flux de gasos, sempre que no hi hagi transferència d'energia cinètica i potencial des del flux de gas cap a la compressió o expansió del gas. Si tant la pressió del gas com el seu volum canvien simultàniament, llavors es farà treball sobre el gas, o el gas farà treball. En aquest cas no es pot assumir l'equació de Bernoulli en la seva forma de fluid incompressible com a vàlida. Nogensmenys, si el procés és completament isobàric o isocòric, llavors no es fa cap treball sobre el gas ni aquest fa cap treball. Segons la llei dels gasos, un procés isobàric o isocòric és l'única manera d'assegurar la densitat constant en un gas, la qual és proporcional a la relació entre la pressió i la temperatura absoluta; aquesta relació, però, varia quan el gas és comprimit o expandit. Només si la transferència neta de calor és zero (com en un cicle termodinàmic complet o en un procés individual isoentròpic (adiabàtic sense fricció), cas en el qual cal revertir el procés per retornar el gas a la seva pressió i volum específic inicial) es pot assumir l'equació de Bernoulli original com a vàlida. En aquest cas, l'equació es pot usar si la velocitat de flux del gas està prou per sota la velocitat del so, de manera que la variació de densitat del gas al llarg de la línia de corrent es pugui ignorar. Se sol considerar que un flux adiabàtic per sota del Mach 0,3 és prou lent.

### Flux potencial de transició
L'equació de Bernoulli per un flux potencial de transició (o intestable) s'usa en teoria d'ones marines i acústica.
Per un flux irrotacional, la velocitat de flux es pot descriure com el gradient ∇φ d'una velocitat potencial φ. En aquest cas, per una densitat constant ρ, les equacions de quantitat de moviment de les equacions d'Euler es poden integrar fins a obtenir:

| {\displaystyle {\frac {\partial \varphi }{\partial t}}+{\tfrac {1}{2}}v^{2}+{\frac {p}{\rho }}+gz=f(t),} | \| \| \| \| \| \| \| \| | (I) |
| |                         |     |
| |                         |     |
que és una equació de Bernoulli vàlida també per fluxos de transició (o dependents del temps). Aquí ∂φ/∂t denota la derivada parcial de la velocitat potencial φ respecte al temps t, i v = |∇φ| és la velocitat de flux.
La funció f(t) només depèn del temps i no pas de la posició en el fluid. Com a resultat, l'equació de Bernoulli en un moment t no s'aplica al llarg d'una certa línia de corrent sinó en el domini complet del fluid. Això també és cert pel cas d'un flux estable irrotacional, cas en el qual la f és constant.
f(t) es pot fer zero incorporant-la dins la velocitat potencial usant la transformació següent:

| {\displaystyle \Phi =\varphi -\int _{t_{0}}^{t}f(\tau )\,\operatorname {d} \tau ,{\text{ d'on resulta }}{\frac {\partial \Phi }{\partial t}}+{\tfrac {1}{2}}v^{2}+{\frac {p}{\rho }}+gz=0.} | \| \| \| \| \| \| \| \| | (J) |
| |                         |     |
| |                         |     |
Cal notar que la relació del potencial respecte la velocitat de flux roman inalterada per aquesta transformació: ∇Φ = ∇φ.
L'equació de Bernoulli per un flux de transició potencial té molta importància en el principi variacional de Luke, una descripció variacional dels fluxos de superfície lliure que utilitza el lagrangià (no s'ha de confondre amb les coordenades lagrangianes).

## Equació per un fluid compressible
Bernoulli va desenvolupar el seu principi a partir d'observacions de líquids, i la seva equació només és aplicable a fluids incompressibles i també a fluids compressibles a velocitat molt baixa (d'aproximadament una tercera part de la velocitat del so en el fluid). És possible, però, usar els principis fonamentals de la física per desenvolupar equacions similars que són aplicables a fluids compressibles. Hi ha moltes equacions aplicables en diferents situacions, però totes són anàlogues a l'equació de Bernoulli i totes surten dels principis fonamentals de la física, com ara les lleis de Newton i la primera llei de la termodinàmica.

### Fluid compressible en dinàmica de fluids
Per un fluid compressible amb una equació d'estat barotròpica sota l'acció de forces conservatives, llavors es té:

| {\displaystyle {\frac {v^{2}}{2}}+\int _{p_{1}}^{p}{\frac {d{\tilde {p}}}{\rho ({\tilde {p}})}}\ +\Psi ={\text{constant}}}[15] (constant al llarg d'una línia de corrent) | \| \| \| \| \| \| \| \| | (K) |
| |                         |     |
| |                         |     |
On:
p és la pressió
ρ és la densitat
v és la velocitat de flux
Ψ és el potencial associat amb el camp conservatiu de força (sovint el potencial gravitatori)
En situacions de l'enginyeria, les elevacions solen ser petites comparades amb el diàmetre terrestre, i les escales de temps que flueix el fluid són prou petites per a considerar l'equació d'estat com a adiabàtica. En aquest cas, l'equació anterior (K) esdevé:

| {\displaystyle {\frac {v^{2}}{2}}+gz+\left({\frac {\gamma }{\gamma -1}}\right){\frac {p}{\rho }}={\text{constant}}}[16] (constant al llarg d'una línia de corrent) | \| \| \| \| \| \| \| \| | (L) |
| |                         |     |
| |                         |     |
On, addicionalment als termes ja comentats:
γ és el coeficient de dilatació adiabàtica del fluid
g és l'acceleració deguda a la gravetat
z és l'elevació del punt sobre el pla de referència
En moltes aplicacions de fluid compressible, els canvis en l'elevació són negligibles quan es comparen amb els altres termes, per la qual cosa el terme gz es pot ometre. Llavors s'obté una equació molt útil a partir de l'equació L:

| {\displaystyle {\frac {v^{2}}{2}}+\left({\frac {\gamma }{\gamma -1}}\right){\frac {p}{\rho }}=\left({\frac {\gamma }{\gamma -1}}\right){\frac {p_{0}}{\rho _{0}}}} | \| \| \| \| \| \| \| \| | (M) |
| |                         |     |
| |                         |     |
On
p0 és la pressió d'estagnació (pressió total)
ρ0 és la densitat total

### Fluid compressible en termodinàmica
Una altra forma útil de l'equació, adequada per quan es treballa en termodinàmica, és:

| {\displaystyle {v^{2} \over 2}+\Psi +w={\text{constant}}}[17] | \| \| \| \| \| \| \| \| | (N) |
|                                                               |                         |     |
|                                                               |                         |     |
Aquí w és l'entalpia per unitat de massa, que també se sol escriure h (no s'ha de confondre amb l'alçada). Cal notar que {\displaystyle w=\epsilon +{\frac {p}{\rho }}}, on ε és l'energia termodinàmica per unitat de massa, també coneguda com a energia interna específica.
La constant de la dreta s'anomena constant de Bernoulli, i es denota b. Per un flux estable no viscós i adiabàtic sense fonts addicionals d'energia, b és constant al llarg d'una línia de corrent donada. D'una manera més general, quan b pot variar al llarg d'una línia de corrent segueix essent un paràmetre útil que guarda relació amb la càrrega del flux.
Quan el canvi de Ψ es pot ignorar, una forma molt útil de l'equació és:

| {\displaystyle {v^{2} \over 2}+w=w_{0}} | \| \| \| \| \| \| \| \| | (O) |
|                                         |                         |     |
|                                         |                         |     |
On w0 és l'entalpia total. Per un gas calòricament perfecte (com un gas ideal), l'entalpia és directament proporcional a la temporadura, cosa que remet al concepte de temperatura total (o temperatura d'estagnació).
Quan hi ha presents ones de xoc, en un marc de referència en el qual el xoc és estacionari i el flux és estable, molts dels paràmetres de l'equació de Bernoulli pateixen forts canvis quan passen a través del xoc; el paràmetre de Bernoulli, però, roman sense canvis. Una excepció d'aquest cas són els xocs de radiació, que violen les assumpcions que menen a l'equació de Bernoulli, concretament la de manca de fonts addicionals d'energia.

## Aplicació en situacions reals

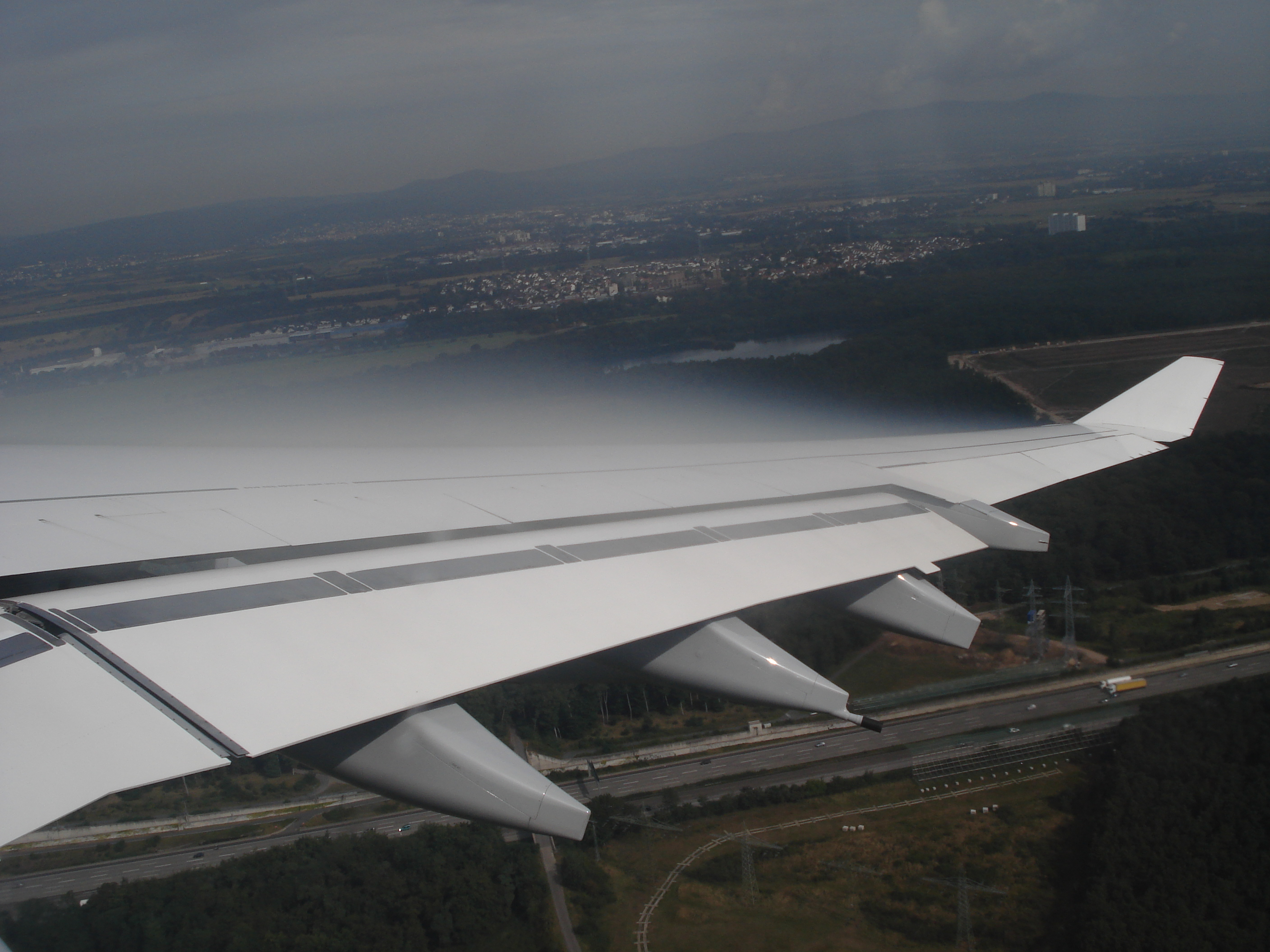
Condensació visible sobre la superfície superior d'una ala causada pel descens de temperatura acompanyat d'un descens en la pressió, ambdós deguts a l'acceleració de l'aire

A la vida quotidiana moderna hi ha moltes observacions i fenòmens que es poden explicar a partir de l'aplicació del principi de Bernoulli, fins i tot si el fluid real no és totalment no viscós; una petita viscositat té un efecte substancial sobre el flux.
- El principi de Bernoulli es pot fer servir per calcular la subpressió en una superfície de sustentació si el comportament del fluid en les seves proximitats és conegut. Per exemple, en l'aire que flueix per sobre la superfície superior de l'ala d'un avió es mou més ràpid que l'aire que flueix per sota l'ala, el principi de Bernoulli diu que la pressió en la superfície superior de l'ala serà menor que en la superfície inferior: aquesta diferència de pressions resulta en una subpressió (sustentació) que manté l'avió en l'aire.[19][20] Quan es coneixen les velocitats de l'aire per sobre i sota l'ala, les forces de sustentació es poden calcular (fins a una bona aproximació) usant les equacions de Bernoulli,[21] establertes per Daniel Bernoulli un segle abans que les primeres ales fabricades pels humans servissin pel propòsit de volar. El principi de Bernoulli, però, no explica per què l'aire flueix més ràpidament per sobre l'ala que no per sota: per entendre això cal aplicar el concepte de circulació, la condició de Kutta i el teorema de Kutta–Joukowski.

- El carburador usat en molts motors conté un venturi per a crear una regió de baixa pressió on s'extreu el fuel cap a dins del carburador per barrejar-lo amb l'aire entrant. La baixa pressió es pot explicar pel principi de Bernoulli: en el coll prim del venturi l'aire es mou a alta velocitat, per la qual cosa està a baixa pressió.

- El tub de Pitot i la presa estàtica de pressió d'un avió s'usen per determinar la velocitat de l'aparell. Aquestes dues eines estan connectades a l'indicador de velocitat que determina la pressió dinàmica del flux d'aire. La pressió dinàmica és la diferència entre la pressió d'estagnació i la pressió estàtica. El principi de Bernoulli s'usa per calibrar l'indicador de velocitat de tal manera que mostri la velocitat indicada apropiada.[22]

- La velocitat d'un fluid es pot mesurar usant un aparell tal com un tub de Venturi o una placa amb orifici, que pot ser situada en una conducció per reduir el diàmetre del flux. Per un corrent horitzontal, l'equació de continuïtat demostra que per un fluid incompressible la reducció de diàmetre causa un increment de la velocitat de flux i, subseqüentment, el principi de Bernoulli mostra que hi ha d'haver un descens de la pressió en la regió del diàmetre reduït. Aquest fenomen es coneix com a efecte Venturi.

- El ritme màxim possible de buidatge per un dipòsit amb un forat a la base es pot calcular directament a partir de l'equació de Bernoulli, i resulta ser proporcional a l'arrel quadrada de l'alçada del fluid que conté el dipòsit. Es demostra a partir del teorema de Torricelli, que és compatible amb el principi de Bernoulli. La viscositat redueix la velocitat de buidatge; això es reflecteix en el coeficient de descàrrega, que és funció del nombre de Reynolds i també depèn de la forma de l'orifici.[23]

- L'agafador de Bernoulli és un aparell que aplica el principi de Bernoulli per crear una força adhesiva sense contacte entre una superfície i l'agafador.